# Klaus Fichtel
Klaus Fichtel (født 19. november 1944 i Castrop-Rauxel, Tyskland) er en tidligere tysk fodboldspiller (forsvarer).
Han spillede i sammenlagt 19 sæsoner for Schalke 04, og var desuden i fire år tilknyttet Werder Bremen. I alt nåede han at spille 552 kampe i Bundesligaen, og var i den sidste 43 år og seks måneder gammel, hvilket på daværende tidspunkt var rekord.
Fichtel spillede desuden 23 kampe for Vesttysklands landshold, hvori han scorede ét mål. Han var en del af det vesttyske hold der vandt bronze ved VM i 1970 i Mexico, og spillede fem af holdets seks kampe under turneringen.